# جازم (اسم)
جازم هو اسم علم مذكر من أصل عربي، ومعناه هو القاطع للأمر الذي أقسم يمينًا لا رجعة فيه الملآن.

## وصلات خارجية
- موسوعة السلطان قابوس لأسماء العرب نسخة محفوظة 5 أبريل 2019 على موقع واي باك مشين.